# Смутное время
Сму́тное вре́мя, или Сму́та — один из двух наиболее значительных (наряду с эпохой дворцовых переворотов) династических кризисов в царской России, вызванный пресечением московской ветви династии Рюриковичей, длившийся в период с 1598 года по 1613 год (согласно некоторым точкам зрения, по 1618 год), ознаменованный стихийными бедствиями, сопровождавшийся многочисленными случаями самозванства и внешней интервенцией, гражданской, русско-польской и русско-шведской войнами, тяжелейшими государственно-политическим и социально-экономическим кризисами.

## Причины Смуты
Смутное время было вызвано рядом причин и факторов. Историки выделяют следующие из них:
1. Пресечение московской ветви династии Рюриковичей.
2. Борьба между боярами и царской властью, когда первые стремились сохранить и приумножить традиционные привилегии и политическое влияние, вторые — ограничить эти привилегии и влияние. Ко всему прочему, бояре держали позицию обхода во внимании предложений земцев. Некоторые исследования оценивают роль боярства исключительно негативно, указывая на то, что «притязания бояр переросли в прямую борьбу с верховной властью», а их «интриги тяжёлым образом сказались на положении царской власти»[1].
3. Тяжёлое экономическое положение государства. Завоевательные походы Ивана Грозного и Ливонская война потребовали значительных материальных ресурсов. Отрицательно на экономике страны сказалось насильственное перемещение служилых людей и так называемый Новгородский погром. Ситуацию катастрофически усугубил голод 1601—1603 годов, разоривший тысячи крупных и мелких хозяйств[3].
4. Глубокий социальный разлад в стране. Существующий строй вызывал отторжение у массы беглых крестьян, холопов, обедневшего посадского люда, казацкой вольницы и городовых казаков, а также значительной части служилых людей[3].
5. Последствия опричнины, которая, по мнению российского историка Е. Ф. Шмурло, подорвала уважение к власти и закону[3].

## Начало Смутного времени
Наследник Ивана Грозного Фёдор Иванович (с 1584) правил до 1598 года, а младший сын, царевич Дмитрий, погиб при до конца не выясненных обстоятельствах в Угличе в 1591 году. С их смертью правящая династия пресеклась, на сцену выдвинулись боярские роды — Захарьины (Романовы), Годуновы. В 1598 году на трон был возведён Борис Годунов.
Три года, с 1601 по 1603, были неурожайными, даже летом не прекращались заморозки, а в сентябре выпадал снег. По некоторым предположениям, причиной этого было извержение вулкана Уайнапутина в Перу 19 (29) февраля 1600 года и последовавшая за этим вулканическая зима. Разразился страшный голод, жертвами которого стало до полумиллиона человек. Массы народа стекались в Москву, где правительство раздавало хлеб и деньги нуждающимся. Однако эти меры лишь усилили хозяйственную дезорганизацию. Помещики не могли прокормить своих холопов и слуг и выгоняли их из усадеб. Оставшиеся без средств к существованию люди обращались к грабежу и разбою, усиливая общий хаос. Отдельные банды разрастались до нескольких сотен человек. Отряд атамана Хлопка насчитывал до 600 человек.

## Лжедмитрий I
С началом Смуты распространились слухи о том, что законный царевич Дмитрий жив. Из этого следовало, что правление Бориса Годунова незаконно. Самозванец Лжедмитрий, объявивший западнорусскому князю Адаму Вишневецкому о своём царском происхождении, вошёл в тесные отношения с польским магнатом, воеводой сандомирским Ежи Мнишеком и папским нунцием Рангони. В начале 1604 года самозванец получил аудиенцию у польского короля и вскоре принял католицизм. Король Сигизмунд III признал права Лжедмитрия на русский трон и разрешил всем желающим помогать «царевичу». За это Лжедмитрий обещал передать Польше Смоленск и Северские земли. За согласие воеводы Мнишека на брак его дочери с Лжедмитрием тот также обещал передать своей невесте во владение Новгород и Псков. Мнишек снарядил самозванцу войско, состоящее из запорожских казаков и польских наёмников («авантюристов»). В 1604 году войско самозванца пересекло границу России, многие города (Моравск, Чернигов, Путивль) сдались Лжедмитрию, войско московского воеводы Фёдора Мстиславского было разбито в битве под Новгородом-Северским. Однако другое войско, отправленное Годуновым против самозванца, одержало убедительную победу в битве под Добрыничами 21 (31) января 1605 года. Командовал московским войском знатнейший боярин — Василий Шуйский. Царь вызвал Шуйского, чтобы щедро наградить. Во главе армии был поставлен новый воевода — Пётр Басманов. Это было ошибкой Годунова, так как вскоре оказалось, что самозванец жив, а Басманов — ненадёжный слуга. В разгар войны Борис Годунов скончался (13 (23) апреля 1605 года); армия Годунова, осаждавшая Кромы, практически немедленно изменила его преемнику, 16-летнему Фёдору Борисовичу, который был свергнут 1 июня и 10 июня убит вместе с матерью.
- Портрет Лжедмитрия I (в коронационном одеянии — портрет из замка Мнишков в Вишневце), Шимон Богушович, ок. 1606[10]
- «Марьяна Мнишковна Георгия воеводы Сандомирского дочь, супруга Императора Московии» (в коронационном платье — портрет из замка Мнишков в Вишневце), Шимон Богушович, ок. 1606[10]
- «Агенты Дмитрия Самозванца убивают сына Бориса Годунова».
Константин Маковский, 1862[11]

20 (30) июня 1605 года под всеобщее ликование самозванец торжественно вступил в Москву. Московское боярство во главе с Богданом Бельским публично признало его законным наследником и князем Московским. 24 июня рязанский архиепископ Игнатий, ещё в Туле подтвердивший права Дмитрия на царство, был возведён в патриархи. Законный же Патриарх Иов был смещён с патриаршей кафедры и заточён в монастырь. 18 июля в столицу была доставлена признавшая в самозванце своего сына царица Марфа, а вскоре, 30 июля, состоялось венчание Лжедмитрия I на царство.
Царствование Лжедмитрия было ознаменовано ориентацией на Польшу и некоторыми попытками реформ. Не всё московское боярство признало Лжедмитрия законным правителем. Почти сразу после его прибытия в Москву князь Василий Шуйский через посредников начал распространять слухи о самозванстве. Воевода Пётр Басманов раскрыл заговор, и 23 июня (3 июля) 1605 года Шуйского схватили и осудили на смерть, помиловав лишь непосредственно у плахи.
На свою сторону Шуйский привлёк князей Василия Васильевича Голицына и Ивана Семёновича Куракина. Заручившись поддержкой стоявшего под Москвой новгородско-псковского отряда, который готовился к походу на Крым, Шуйский организовал переворот.
В ночь с 16 на 17 (27) мая 1606 года боярская оппозиция, воспользовавшись озлоблением москвичей против явившихся в Москву на свадьбу Лжедмитрия польских авантюристов, подняла восстание, в ходе которого самозванец был жестоко убит. Приход к власти представителя суздальской ветви Рюриковичей боярина Василия Шуйского не принёс успокоения. На юге вспыхнуло восстание Ивана Болотникова (1606—1607), которое, в свою очередь, породило движение «воров».

## Восстание Ивана Болотникова
После убийства самозванца по Москве поползли слухи, что во дворце убили не Дмитрия, а кого-то другого. Они сделали положение Василия Шуйского очень шатким. Недовольных боярским царем было много, и они ухватились за имя Дмитрия. Одни — потому, что искренне верили в его спасение; другие — потому, что только это имя могло придать борьбе с Шуйским «законный» характер. Движение возглавил Иван Болотников. Он был в молодости военным холопом князя Андрея Телятевского. Во время похода попал в плен к крымским татарам. Затем был продан в Турцию, где стал галерным рабом. Во время морского сражения Болотникову удалось освободиться. Он бежал в Венецию. По пути из Италии на родину Болотников побывал в Речи Посполитой. Здесь из рук сподвижника Лжедмитрия I он получил грамоту о назначении его главным воеводой в «царском» войске.

Поверив в «истинного царя», Болотников двинулся из Путивля на Москву. Осенью 1606 года, разбив несколько царских отрядов, повстанцы подступили к Москве и расположились в селе Коломенском. В лагерь Болотникова толпами стекались люди, недовольные царём Василием Шуйским.
Осада Москвы продолжалась пять недель. Неудачные попытки взять город закончились тем, что несколько дворянских отрядов, в том числе крупный отряд Прокопия Ляпунова, перешли на сторону Василия Шуйского. В решающей битве у Коломенского в декабре 1606 года ослабленные войска Болотникова были разбиты и отошли в Калугу и Тулу.
В Калуге Болотников быстро привёл в порядок городские укрепления. Подошедшее войско во главе с воеводами Василия Шуйского осадило Калугу, но потерпело жестокое поражение от восставших, возглавляемых князем Телятевским в битве на Пчельне, после чего деморализованные царские войска бежали из-под Калуги. Другим центром восстания стала Тула. На помощь Болотникову прибыл отряд из Поволжья, возглавляемый ещё одним самозванцем — «царевичем Петром», якобы сыном царя Фёдора Иоанновича.
Василию Шуйскому вновь удалось собрать большое войско. Он смог сделать это благодаря серьёзным уступкам дворянству. В сражении на Восьме в июне 1607 года отряды Болотникова потерпели поражение. Их остатки укрылись за крепостными стенами Тулы. Осада Тулы длилась около четырёх месяцев. Убедившись, что Тулу невозможно взять при помощи оружия, Василий Шуйский приказал соорудить плотину на реке Упе. Поднявшаяся вода затопила часть города. В Туле начался голод. 10 (20) октября 1607 года Иван Болотников сложил оружие, поверив обещанию царя сохранить ему жизнь. Но Василий Шуйский жестоко расправился с руководителями движения. Болотникова сослали в Каргополь, где вскоре он был ослеплён и утоплен. «Царевич Пётр» был повешен. Однако большинство повстанцев было отпущено. Многие из них впоследствии примкнули к Лжедмитрию II.

## Лжедмитрий II
Слухи о чудесном спасении царевича Дмитрия не утихали. Летом 1607 года в Стародубе объявился новый самозванец, вошедший в историю как Лжедмитрий II или «Тушинский вор» (по названию села Тушино, где самозванец расположился лагерем, когда подступил к Москве) (1607—1610). К концу 1608 года власть Лжедмитрия II распространялась на Переяславль-Залесский, Ярославль, Владимир, Углич, Кострому, Галич, Вологду. Из крупных центров верными Москве оставались Коломна, Переяславль-Рязанский, Смоленск, Новгород, Нижний Новгород и Казань. В результате деградации пограничной службы 100-тысячная Ногайская Орда разоряла «украины» и Северские земли в 1607—1608 годах.

В 1607 году крымские татары впервые за долгое время перешли Оку и разорили центральные русские области. Польско-литовскими войсками были разгромлены Шуя и Кинешма, взята Тверь, войска литовского гетмана Яна Сапеги осаждали Троице-Сергиев монастырь, отряды Лисовского захватили Суздаль. Даже города, добровольно признавшие власть Лжедмитрия II, разграблялись отрядами интервентов. Поляки взимали налоги с земли и торговли, получали «кормления» в русских городах. Всё это вызвало к концу 1608 года широкое национально-освободительное движение. В декабре 1608 года от «тушинского вора» отложились Кинешма, Кострома, Галич, Тотьма, Вологда, Белоозеро, Устюжна Железнопольская, также в поддержку восставших выступили Великий Устюг, Вятка, Пермь Великая. В январе 1609 года князь Михаил Скопин-Шуйский, командовавший русскими ратниками из Тихвина и онежских погостов, отразил 4-тысячный польский отряд Кернозицкого, наступавший на Новгород. В начале 1609 года ополчение города Устюжна выбило поляков и «черкасов» (запорожцев) из окрестных сёл, а в феврале отбило все атаки польской конницы и наёмной немецкой пехоты. 17 февраля русские ополченцы проиграли полякам сражение под Суздалем. В конце февраля сибирские и архангельские стрельцы воеводы Давыда Жеребцова освободили от интервентов Кострому. 3 (13) марта ополчение северных и северо-русских городов взяло Романов, оттуда двинулось к Ярославлю и взяло его в начале апреля. Нижегородский воевода Алябьев 15 (25) марта взял Муром, а 27 марта (6 апреля) освободил Владимир.
Правительство Василия Шуйского заключает с Швецией Выборгский договор, по которому в обмен на военную помощь шведской короне передавалась крепость Корела с уездом. Русское правительство должно было также оплачивать наёмников, составляющих большую часть шведского войска. Выполняя обязательства, Карл IX предоставил 5-тысячный отряд наёмников, а также 10-тысячный отряд «всякого разноплемённого сброда» под командованием Я. Делагарди. Весной князь Михаил Скопин-Шуйский собрал в Новгороде 5-тысячное русское войско. 10 (20) мая русско-шведские силы заняли Старую Руссу, а 11 мая разбили польско-литовские отряды, подступавшие к городу. 15 мая русско-шведские силы под командованием Чулкова и Горна разбили польскую конницу под командованием Кернозицкого у Торопца.
К концу весны от самозванца отложилось большинство северо-западных русских городов. К лету численность русских войск достигла 20 тысяч человек. 17 (27) июня в тяжёлом сражении у Торжка русско-шведские силы принудили польско-литовское войско Зборовского к отступлению. 11—13 июля русско-шведские силы, под командованием Скопина-Шуйского и Делагарди, разбили поляков под Тверью. В дальнейших действиях Скопина-Шуйского шведские войска (за исключением отряда Христиера Зомме численностью в 1 тысячу человек) участия не принимали. 24 июля (3 августа) русские отряды переправились на правый берег Волги и вступили в Макарьевский монастырь, располагавшийся в городе Калязине. В битве под Калязином 19 (29) августа поляки под командованием Яна Сапеги были разбиты Скопиным-Шуйским. 10 (20) сентября русские вместе с отрядом Зомме заняли Переяславль, а 9 (19) октября воевода Головин занял Александровскую слободу. 16 (26) октября русский отряд прорвался в осаждённый поляками Троице-Сергиев монастырь. 28 октября (7 ноября) Скопин-Шуйский разбил гетмана Сапегу в битве на Каринском поле под Александровской слободой.
Одновременно с этим, используя русско-шведский договор, польский король Сигизмунд III объявил войну России и осадил Смоленск. Большинство тушинцев покинуло Лжедмитрия II и отправились на службу польскому королю. В этих условиях самозванец решился на побег и бежал из Тушино в Калугу, где снова укрепился и к весне 1610 года отбил у Шуйского несколько городов.

## Начало русско-польской войны
12 (22) января 1610 года поляки отступили от Троице-Сергиевого монастыря, а 27 февраля (9 марта) 1610 оставили под ударом русских войск Дмитров. 12 (22) марта 1610 года полки Скопина-Шуйского торжественно вступили в столицу, однако 23 апреля (3 мая) успешный молодой полководец после недолгой болезни скончался. Большинство историков исходят из того, что он был отравлен царём Василием Шуйским и его бездарным в военном отношении братом Дмитрием Шуйским, которые завидовали огромной популярности своего дальнего родственника и боялись потерять власть в его пользу. Армию возглавил Дмитрий Шуйский.
Русская армия в это время готовилась выйти на помощь Смоленску, который с сентября 1609 года был осаждён войсками польского короля Сигизмунда III.
24 июня (4 июля) 1610 года состоялась Клушинская битва, в результате которой польская армия (Жолкевский) разбила русско-шведское войско под командованием Дмитрия Шуйского и Якоба Делагарди; в ходе битвы немецкие наёмники, служившие у русских, перешли на сторону поляков. Таким образом полякам открылся путь на Москву с запада.
Узнав о клушинской катастрофе, с юга на Москву двинулись войска Лжедмитрия II, захватив по дороге Серпухов, Боровск, Пафнутьев монастырь, и устроили лагерь в подмосковном селе Коломенском.

## Семибоярщина
Поражение войск Дмитрия Шуйского от поляков под Клушиным, а также повторное появление Лжедмитрия II под Москвой, окончательно подорвало шаткий авторитет «боярского царя», и в этих условиях в Москве произошёл переворот. В результате боярского заговора Василий Шуйский был смещён. К власти пришёл совет из семи бояр — Семибоярщина, которые признали русским царём польского королевича Владислава.
Однако многие города и сёла не признали царём католического королевича и присягнули Лжедмитрию II, в том числе ранее упорно боровшиеся с ним: Коломна, Кашира, Суздаль, Галич и Владимир.
Реальная угроза со стороны самозванца вынудила Семибоярщину в ночь с 20—21 сентября впустить в столицу польско-литовские войска, чтобы отразить «вора». Но самозванец, предупреждённый доброжелателями, покинул Коломенский лагерь и вернулся в Калугу.
Грабежи и насилия, совершаемые польско-литовскими отрядами в русских городах, а также межрелигиозные противоречия между католицизмом и православием вызвали неприятие польского господства — на северо-западе и на востоке ряд русских городов «сели в осаду» и отказывались признавать Владислава русским царём, присягая на верность Лжедмитрию II. В сентябре 1610 года отряды самозванца освободили от польского владычества Козельск, Мещовск, Почеп и Стародуб. В начале декабря Лжедмитрий II разбил войска гетмана Сапеги. Но 11 (21) декабря 1610 в результате ссоры самозванец был убит татарской стражей.
В стране началось национально-освободительное движение, которое способствовало образованию Первого и Второго ополчения.

## Ополчения
Во главе первого ополчения стал рязанский дворянин Прокопий Ляпунов, к которому присоединились сторонники Лжедмитрия II: князья Дмитрий Трубецкой, Григорий Шаховской, Масальские, Черкасские и другие. Также перешла на сторону ополчения казачья вольница во главе с атаманом Иваном Заруцким.
Перед походом 17 (27) марта 1611 года польский гарнизон, приняв спор на рынке за начало восстания, устроил резню в Москве, в одном только Китай-городе погибло 7 тысяч москвичей.
24 марта (3 апреля) 1611 года к стенам Москвы подступили основные силы Первого ополчения Ляпунова. В апреле-мае ополченцами был освобождён Белый город, Земляной город и часть Китай-города. На «Совете всея земли» было выбрано временное правительство «Совет всей земли», во главе которого стояли Ляпунов, Трубецкой и Заруцкий. Совет собирал налоги, разбирал распри между дворянами. Однако в результате распри на военном совете восставших казаков Ляпунов был убит, а оставшиеся войска под предводительством Дмитрия Трубецкого и Заруцкого держали осаду Кремля до прихода второго ополчения.
В том же году крымские татары, не встречая отпора, разоряют Рязанский край. Смоленск после долгой осады был захвачен поляками, а шведы, выйдя из роли «союзников», разоряли северные русские города и захватили Новгород. А в декабре 1611 года Псков присягнул новому самозванцу Лжедмитрию III. Нового самозванца также признали множество северо-западных городов и несколько небольших восточных.
Поляки и запорожцы овладели городами Северской земли, население Стародуба и Почепа полностью погибло во время вражеского штурма. В 1610—1611 годах был осаждён Чернигов и Новгород-Северский. Эти города подверглись разорению. Затем поляки и казаки перенесли военные действия в Курский край. Осада Курска и Рыльска стали для польской стороны неудачными, однако им удалось взять и разорить Путивль и Белгород.
Второе ополчение 1612 года возглавил нижегородский купец Кузьма Минин, который пригласил для предводительства военными операциями князя Пожарского. В феврале Второе ополчение двинулось в поход к столице.
Однако в марте подмосковный стан, оставшийся от Первого ополчения, присягнул Лжедмитрию III. Второе ополчение Минина и Пожарского не могло выступить к столице, пока там распоряжались сторонники самозванца.
В этих условиях лидеры второго ополчения сделали своей столицей Ярославль, где было создано такое же временное правительство, как у первого ополчения — «Совет всей земли». Ополчение простояло здесь четыре месяца, потому что надо было «строить» не только войско, но и «землю». Замосковные, волжские и поморские города посылали в Ярославль свои военные силы и собранную казну. Кузьма Минин заново организовал систему управления территорией, отказавшейся признать власть Лжедмитрия III. Сам самозванец недолго продержался в Пскове. Псковский «вор» обложил подконтрольную им территорию огромными налогами. Кроме того, в отличие от своих предшественников, он оказался бездарным военным руководителем и не мог даже отогнать от Пскова польских рейдеров Лисовского. Против Лжедмитрия III возник заговор, самозванца пленили и отправили под конвоем в Москву, где он и погиб по дороге в результате нападения польских «воров».
Пожарский хотел собрать «общий земский совет» для обсуждения планов борьбы с польско-литовской интервенцией и того, «как нам в нынешнее злое время безгосударными не быть и выбрать бы нам государя всею землёю». Для обсуждения предлагалась и кандидатура шведского королевича Карла-Филиппа, который «хочет креститься в нашу православную веру греческого закона». Однако земский совет не состоялся.
В начале августа 1612 года ополчение вышло из Ярославля, а 18 (28) августа 1612 от Троице-Сергиева монастыря двинулось к Москве, где 22 августа (1 сентября) утром вступило в сражение с войсками гетмана Ходкевича, пытавшегося соединиться с польским гарнизоном, контролировавшим Московский кремль; Но 23 августа польское воинство Ходкевича отступило от Москвы. Важную роль в победе Второго ополчения сыграл польский перебежчик Павел Хмелевский, предпринявший атаку своим эскадроном и отрядом российских дворян на измождённые польские войска.
Весь обоз с продовольствием для «кремлёвских сидельцев» был захвачен ополчением. Сдача гарнизона Кремля и Китай-города стала только делом времени. «Сидение же было [их] в Москве таким жестоким, что не только собак и кошек ели, но и русских людей убивали. И не только русских людей убивали и ели, но и сами друг друга убивали и ели. Да не только живых людей убивали, но и мертвых из земли выкапывали: когда взяли Китай, то сами видели, глазами своими, что во многих чанах засолена была человечина».
22 октября (1 ноября) ополчение под предводительством Кузьмы Минина и Дмитрия Пожарского штурмом взяли Китай-город; гарнизон Речи Посполитой отступил в Кремль, 26 октября (5 ноября) был заключен договор о капитуляции польско-литовского гарнизона Кремля. 27 октября (6 ноября) 1612 года последние остатки польского гарнизона вышли из Кремля. Из Ярославля князь Пожарский выступил со списком Казанской иконы Божией Матери, доставленным ранее из Казани. После взятия Кремля он повелел воздвигнуть «храм Пресвяте́й Богородице честна́го Ея́ в церковь Введения и о́ную икону внесе́ и постави ту в церкви в своем приходе. Царь Михаил Феодорович слышав о чудесе́х уста́ви… ход Октября в 22 день, егда́ царствующий град очистися», а икона была перенесена из Введенского храма на Лубянке в Казанский храм на Никольской улице.

## Выборы царя
По взятии Москвы, грамотой от 15 ноября соправители русского государства Пожарский и Трубецкой созвали представителей от городов, по 7 человек, для выбора царя. Сигизмунд вздумал было идти на Москву, но у него не хватило сил взять Волоколамск, и он ушёл обратно.
В январе 1613 г. съехались выборные от всех сословий, включая крестьян. Собор (то есть всесословное собрание) был один из самых многолюдных и наиболее полных: на нём были представители даже чёрных волостей, чего не бывало прежде. По мнению историка Ключевского, Земский собор 1613 года был первым всесословным собором. Когда выборные прибыли в столицу, был назначен трёхдневный пост, которым представители сословий всей страны хотели очиститься от грехов перед выборами нового государя. По окончании поста начались совещания. Вопрос о выборе государя из числа иностранных правителей, таких как польский принц Владислав и шведский Карл Филипп, был решён отрицательно; была отметена и кандидатура Ивана Дмитриевича, «воренка», малолетнего сына Лжедмитрия II и Марины Мнишек. Однако и ни один из русских кандидатов сразу не встретил единогласной поддержки. «Повесть о Земском соборе 1613 года» сообщает о восьми претендентах из числа бояр, в том числе Дмитрии Тимофеевиче Трубецком, Иване Михайловиче Воротынском и Дмитрии Михайловиче Пожарском.
Выборы были очень бурные. Сохранилось предание, что патриарх Филарет требовал ограничительных условий для нового царя и указывал на своего сына как на самого подходящего кандидата. Выбран был действительно Михаил Фёдорович, и ему были предложены те ограничительные условия, о которых писал Филарет: «Предоставить полный ход правосудию по старым законам страны; никого не судить и не осуждать высочайшей властью; без собора не вводить никаких новых законов, не отягчать подданных новыми налогами и не принимать самомалейших решений в ратных и земских делах».
Избрание состоялось 7 (17) февраля 1613, но официальное объявление было отложено до 21-го, чтобы за это время выведать, как примет народ нового царя. С избранием царя кончилась смута, так как теперь была власть, которую признавали все и на которую можно было бы опереться.

## Последние вспышки Смуты
Однако и после избрания царя в России не стало спокойнее. 25 мая (4 июня) 1613 года начинается восстание против шведского гарнизона в Тихвине, организованное Леонтием Арцыбашевым. Восставшие посадские люди отбили у шведов укрепления Тихвинского монастыря и выдерживали в них осаду до середины сентября, вынудив отряды Делагарди отступить. С успешного тихвинского восстания начинается борьба за освобождение Северо-Западной Руси и Великого Новгорода от шведов, важной вехой в котором стала успешная оборона Пскова в 1615 году.
До лета 1614 года на юге России проявлял активность атаман Иван Заруцкий. Не согласный с решением Земского собора, он отступил от Москвы на территорию нынешней Тульской области. После появления царских ратей он отошёл к Астрахани, где пытался организовать сопротивление новой власти. На севере мобилизованные для борьбы со шведами казаки подняли мятеж и принялись разорять территорию верхнего Поволжья. Достаточно крупный 5-тысячный их отряд под командованием атамана Баловня в 1615 году неожиданно подступил к Москве, но был отражён ярославской ратью воеводы Лыкова.
В 1615 году в самое сердце России вторгся большой отряд пана Лисовского, который смог в районе Орла чуть было не нанести поражение самому князю Пожарскому — герою 2-го ополчения, воспользовавшись тем, что часть сил Пожарского ещё не подошла к городу. Затем лисовчики (2 тыс. человек) совершили глубокий рейд, описав гигантскую петлю вокруг Москвы (через Торжок, Углич, Кострому, Муром), и вернулись в Польшу. Последний безуспешный удар по Москве в 1618 году нанесли поляки совместно с запорожцами гетмана Сагайдачного (20 тыс. человек).
Война со Швецией завершилась подписанием в 1617 году Столбовского мирного договора, по условиям которого Россия теряла выход к Балтийскому морю, но города Новгород, Порхов, Старая Русса, Ладога и Гдов были ей возвращены.

## Последствия и итоги Смутного времени
Смутное время было закончено с большими территориальными потерями для России. Смоленск был утрачен на долгие десятилетия; западная и значительная часть восточной Карелии захвачены шведами. Не смирившись с национальным и религиозным гнётом, с этих территорий ушло практически всё православное население, как русские, так и карелы. Россия потеряла выход к Финскому заливу. Шведы покинули Новгород лишь в 1617 году, в полностью разорённом городе осталось только несколько сотен жителей. Такое разорение новгородской земли повлияло на то, что шведы беспрепятственно смогли на столетие взять себе побережье Финского залива, так называемую Ингерманландию, которую смог отвоевать назад только первый император России — Пётр I, также основав на этих землях город Санкт-Петербург в 1703 году.
Смутное время привело к глубокому хозяйственному упадку. Во многих уездах исторического центра государства размер пашни сократился в 15 раз, а численность крестьян в 4 раза. В западных уездах (Ржевском, Можайском и т. д.) обработанная земля составляла от 0,05 до 4,8 %. Земли во владениях Иосифо-Волоколамского монастыря были «все до основания разорены и крестьянишки с жёнами и детьми посечены, а достольные в полон повыведены… а крестьянишков десятков пять-шесть после литовского разорения полепились и те ещё с разорения и хлебца себе не умеют завесть». В ряде районов и к 1620—1640 годам населённость была всё ещё ниже уровня XVI века. И в середине XVII века «живущая пашня» в Замосковном крае составляла не более половины всех земель, учтённых писцовыми книгами.

## Периодизация
Взгляды историков на годы начала и окончания смуты различны.
Начало. Дату начала смуты определяют по-разному:
- 1584 — смерть Ивана Грозного;
- 1591 — гибель царевича Дмитрия в Угличе;
- 1598 — смерть Фёдора Ивановича или начало правления Бориса Годунова;
- 1604 — выступление самозванца Лжедмитрия I.

Окончание. Даты окончания Смуты также разнятся. Часть историков считает, что Смута оканчивается в 1613 году Земским Собором и избранием Михаила Романова. Другие считают, что Смута оканчивается Деулинским перемирием с Речью Посполитой в 1618 году. По оценкам третьих, Смута заканчивается с заключением Поляновского мира в 1634 году.
Существуют различные взгляды на периодизацию Смутного времени. Различные периодизации вытекают из принципа, лежащего в их основе.
По правителям:
- 1598—1605 гг. Борис Годунов
- 1605 г. Фёдор II Годунов
- 1605—1606 гг. Самозванец Лжедмитрий I
- 1606—1610 гг. Двоевластие (Лжедмитрий II и Боярский царь Василий IV Шуйский)
- 1610—1613 гг. Семибоярщина (во главе с Ф. И. Мстиславским) / Владислав Жигимонтович (до 1612)
- 1613—1645 гг. Романов, Михаил Федорович

По характеру внешнего вмешательства
- 1598 (1604) — 1609 гг. Скрытый этап
- 1609—1618 гг. Прямое вторжение

По характеру власти
- 1598—1610 гг. Боярские цари и самозванцы
- 1610—1613 гг. Семибоярщина и оккупация
- 1613—1618 гг. «Народный царь»

## Смута в культуре
- «Борис Годунов» — историческая трагедия Пушкина А. С. (1825)
- «Юрий Милославский, или Русские в 1612 году» — исторический роман Загоскина М. Н. (1829)
- «Жизнь за царя» («Иван Сусанин») — опера Глинки М. И. (1836). В опере рассказывается о событиях 1613 года, связанных с походом польского войска на Москву.
- «Борис Годунов» — опера Мусоргского М. П. (первая постановка в 1874) по мотивам одноимённой трагедии Пушкина А. С.
- «Русские в начале XVII века» — повесть Шкловского В. Б. (1938)
- «Минин и Пожарский» — советский художественный фильм Пудовкина В. И. и Доллера М. И. об организации Второго народного ополчения (1939). Экранизация повести Шкловского В. Б. «Русские в начале XVII века»
- «Минин и Пожарский» — повесть Шкловского В. Б. (1939)
- «Борис Годунов» — советский художественный фильм-опера Строевой В. П. по одноимённой трагедии Пушкина А. С. и музыкальной драме Мусоргского М. П. (1954)
- «Борис Годунов» — художественный фильм Бондарчука С. Ф. по одноимённой трагедии Пушкина А. С. (1986)
- «Борис Годунов» — советский художественный музыкальный фильм Небиеридзе Б. К. (1987). Экранизация одноимённой оперы Мусоргского М. П.
- «Борис Годунов» — фильм-опера Анджея Жулавского по одноимённой опере Мусоргского М. П. (1989)
- «Троица» — историческая повесть Маркова А. В.
- «Лжедмитрий Второй, настоящий» — книга Успенского Э. Н. в жанре альтернативной истории (1999)
- «1612: Хроники смутного времени» — российский историко-приключенческий фильм Хотиненко В. И. (2007)
- «Царь Федор» — трилогия Злотникова Р. В. в жанре «попаданческой» фантастики (2010)
- «Борис Годунов» — российская кинодрама Мирзоева В. В. по одноимённой трагедии Пушкина А. С. (2011)
- «Стена» — приключенческий роман Мединского В. Р. (2012). Центральной частью повествования стала оборона Смоленска
- «Крепость: Щитом и мечом» — российский полнометражный мультипликационный фильм Дмитриева Ф. А., снятый на студии анимационного кино «Мельница» в 2015 году, в основе которого лежит история обороны Смоленска
- «Стена» — российский четырёхсерийный историко-приключенческий телевизионный художественный фильм 2016 года режиссёра Месхиева Д. Д. по мотивам романа Мединского В. Р.
- «Годунов» (2018 — 2019) — российский исторический телесериал режиссёров Алексея Андрианова и Тимура Алпатова
- «Смута» (2019, запись спектакля)
- Композиция «Смута» из альбома «Эпоха Империй» (2023) исполнителя Radio Tapok
- «Смута» (2024) — компьютерная игра в жанре action/RPG от третьего лица, разработанная российской игровой студией Cyberia Nova. Сюжет основан на романе Загоскина М. Н. «Юрий Милославский, или Русские в 1612 году»

### Документы современников и участников событий
- Иосиф Будило. Дневник событий, относящихся к смутному времени, ч. 1
- Иосиф Будило. Дневник событий, относящихся к смутному времени, ч. 2
- Иосиф Будило. Дневник событий, относящихся к смутному времени, ч. 3
- Сказания польского историка Кобержицкого о походах польского короля Сигизмунда и королевича Владислава в Россию
- Инструкция благородному Самуилу Грушецкому, секретарю его королевского величества, посланнику при светлейшем короле государства Испанского и обеих Индий, данная в Варшаве, в 10-й день апреля месяца, 1612 г. Архивная копия от 31 января 2013 на Wayback Machine // Иностранные сочинения и акты относящиеся до России, собранные К. М. Оболенским. — Ч. 3. — М., 1848. — С. I—II, 1-7 (2-я паг.).
- Архимандрит Леонид. Смутное время и Московско-Польская война: от появления первого самозванца из Польши в 1604 году до Деулинского перемирия 1618 года. Из славянского перевода Хроники Перемышльского бискупа Павла Пясецкого / Сообщил архимандрит Леонид — Санкт-Петербург: Тип. В. Балашева. 1887.

### Исторические труды
- Бутурлин Д. П. История Смутного времени в России в начале XVII века. — М.: Кучково поле; Беркут, 2012. — 576 с. ISBN 978-5-9950-0314-4
- Валишевский К. Ф. Смутное время. — пер. с фр. под ред. [и с предисл.] Е. Н. Щепкиной. — СПб., 1911.
- Гневушев А. М. Сибирские города в смутное время. — Киев: Тип. 2-й артели, 1914. (Российская государственная библиотека)
- Жукович П. Н. Смутное время и воцарение Романовых. — М., 1913. — 110 с.: ил., портр.
- Каргалов В. В. Московские воеводы XVI–XVII вв. — М., 2002.
- Ключевский В. О. Русская история от древности до нового времени. — М. : «Эксмо», 2005. — 912 с. — ISBN 5-699-09036-3.
- Кобрин В. Б. Смутное время — утраченные возможности // Очерки истории России IX — начала XX века. — М.: Политиздат, 1991. — С. 163—185.
- Коваленский М. Н. Смутное время. Триста лет назад. 1611—1911. — М., 1911. — 60 с.
- Коваленский М. Н. Московская смута XVII века. — 2-е изд. — М.: Гос. изд-во, 1922. — 82 с.
- Нефедов С. А. Проблема Великой Смуты: кризис в период роста // Урал индустриальный. Бакунинские чтения: материалы IX Всерос. науч. конф., посвящ. 85-летию проф. А. В. Бакунина. — Екатеринбург, 2009. — Т. 2. — С. 220—226.
- Платонов С. Ф. Очерки по истории смуты в Московском государстве XVI—XVII веков: Опыт изучения общественного строя и сословных отношений в Смутное время / Послесловие М. В. Ходякова. — СПб.: Наука, 2013. — 400, [2] с. — (Русская библиотека). — 1000 экз. — ISBN 978-5-02-037134-7. (в пер.)
- Селезнёв Ф. А. Нижегородцы и преодоление Смуты (1606—1618). — Н. Новгород: ДЕКОМ, 2015. — 144 с.
- Скрынников Р. Г. Василий Шуйский. — М.: АСТ, 2002. — 393 с. — ISBN 5-17-014024-X.
- Скрынников Р. Г. Минин и Пожарский. — 2-е изд., испр. — М.: Молодая гвардия, 2007. — 368 с. — (ЖЗЛ). — 5000 экз. — ISBN 978-5-235-03010-7.
- Скрынников Р. Г. Россия в начале XVII в. «Смута». — М.: Мысль, 1988.
- Скрынников Р. Г. Смута в России в начале XVII в. Иван Болотников / Отв. ред. А. Г. Маньков. — Л.: Наука, Ленингр. отд-ние, 1988. — 256 с. — (Страницы истории нашей Родины). — 50 000 экз. — ISBN 5-02-027218-3.
- Скрынников Р. Г. Три Лжедмитрия. — М.: АСТ, 2003. — 476 с. — (Историческая библиотека). — ISBN 5-17-015689-8.
- Скрынников Р. Г. Царь Борис и Дмитрий Самозванец. — Смоленск: Русич, 1997. — 622 с. — (Тирания). — ISBN 5-88590-553-3.
- Соловьёв С. М. История России с древнейших времён (ссылка). — М., 2001.
- Солодкин Я. Г. О двух спорных вопросах истории русской публицистики кануна и времени Смуты // Древняя Русь. Вопросы медиевистики. — 2008. — № 1 (31). — С. 83-94.
- Станиславский А. Л. Гражданская война в России XVII в.: Казачество на переломе истории. — М.: Мысль, 1990. — 270 с.
- Флоря Б. Н. Польско-литовская интервенция в Россию и русское общество / Институт славяноведения РАН. — М.: «Индрик», 2005. — 416 с. — 800 экз. — ISBN 5-85759-303-4. (в пер.)
- Фоминов А. В. Смута, казаки и города на «польской украйне»: об одном аспекте гражданской войны начала XVII в // Белгородская черта. — Белгород, 2023. — Вып. 8. — С. 292—304.
- Шмурло Е. Ф. История России IX–XX век. — М.: «Вече», 2005. — ISBN 5-9533-0230-4.

### Электронные тексты
- Волков В. А. «Конец Смутного времени»
- Волков В. А. Освобождение Москвы и воссоздание русской государственности (1612—1618 гг.) (недоступная ссылка)
- Зорин А. В. Александр Юзеф Лисовский: герой Смутного времени // История военного дела: исследования и источники. — 2012. — Т. III. — С. 1-203. <http://www.milhist.info/2012/10/26/zorin> (26.10.2012)
- Кузьмин А. Г. «Начало Смутного времени»
- Кузьмин А. Г. «Продолжение Смуты».
- Молочников А. М. Смоленские стрелецкие приказы и их руководители в Смутное время // История военного дела: исследования и источники. — 2012. — Т. III. — С. 321‒369. <http://www.milhist.info/2012/12/19/molochnikov> (19.12.2012)
- Молочников А. М. Смоленский служилый город Смутного времени. Часть I. Поместное верстание 7114 (1605/06) года // История военного дела: исследования и источники. — 2013. — Т. IV. — С. 292—321. <http://www.milhist.info/2013/10/11/molochnikov_3> (11.10.2013)
- Молочников А. М. "У Государева дела, у «слухов»: саперная служба в Смоленске в 1609—1611 гг. // История военного дела: исследования и источники. — 2014. — Т. V. — С. 23-70. <http://www.milhist.info/2014/05/21/molochnikov_4> (21.05.2014)
- Романов М. Ю. «Список стрелецких голов и сотников» как источник по истории Смуты в России начала XVII века // История военного дела: исследования и источники. — 2015. — Т. VII. — С. 265—290. <http://www.milhist.info/2015/11/26/romanov> (26.11.2015)
- Шаменков С. И. Одежда шведской пехоты времен короля Густава II Адольфа // История военного дела: исследования и источники. — 2014. — Т. IV. — С. 351—434. <http://www.milhist.info/2014/01/27/shamenkov_6> (27.01.2014)

### Мультимедиа-ресурсы
- Интернет-проект «Преодоление Смуты (конец XVI — начало XVII вв.) и укрепление российской государственности» (портал «Архивы России»). Архивные документы, опубликованные и неопубликованные исследования о Смутном времени, о преодолении Смутного времени и укреплении российской государственности во время царствования первого представителя династии Романовых — Михаила Фёдоровича.
- «Беседы о Смутном времени» на радио «Голос России».
- Что будут праздновать в России 4 ноября 2005 года?. О Смутном времени, хронология событий, путаница с календарями.
- Первая Русская Смута Видео на YouTube